# Guerra iberico-armena
La guerra iberico armena del 51 d.C. fu combattuta tra il regno di Iberia e il regno d'Armenia e vide gli iberi prevalere. È nota soprattutto per la sua descrizione negli Annali di Tacito.

## Contesto storico
La guerra ebbe luogo nel mentre nel Caucaso, dopo la campagna di Pompeo del 66-65 a.C., si era instaurato un delicato equilibrio di potere tra l'impero romano e quello dei Parti. Roma era all'epoca governata da Claudio, mentre la Partia da Vologase I. Due fratelli iberici erano a capo dei regni caucasici: Farasmane I in Iberia, Mitridate in Armenia. Entrambi erano soggetti alla influenza dei romani, che avevano messo Mitridate sul trono armeno nel 35 d.C. 

## L'invasione della Armenia
15 anni dopo l'ascesa al trono di Mitridate di Armenia, la fiducia tra i fratelli venne meno, cosa che Tacito attribuisce agli intrighi del figlio di Farasmane, Radamisto.
Temendo l'usurpazione da parte di Radamisto, suo padre lo convinse a fare guerra a suo zio e rivendicare per sé il trono armeno. Gli Iberi invasero con un grande esercito il paese confinante e circondarono Mitridate presso la fortezza di Gorneas (la odierna Garni), che era presidiata dai romani sotto il comando del prefetto Celio Pollio e del centurione Casperio. Radamisto non fu in grado di prendere la fortezza d'assalto, né di conquistarla con un assedio. Gli venne in aiuto Pollio, corrotto da Radamisto, che tradì Mitridate e indusse i soldati romani a minacciare la capitolazione della guarnigione. Sotto questa minaccia, Mitridate lasciò la fortezza per chiedere la pace a Radamisto, il quale lo giustiziò insieme ai suoi figli, malgrado la promessa di non esercitargli violenza. Radamisto divenne re d'Armenia.  

## La reazione romana

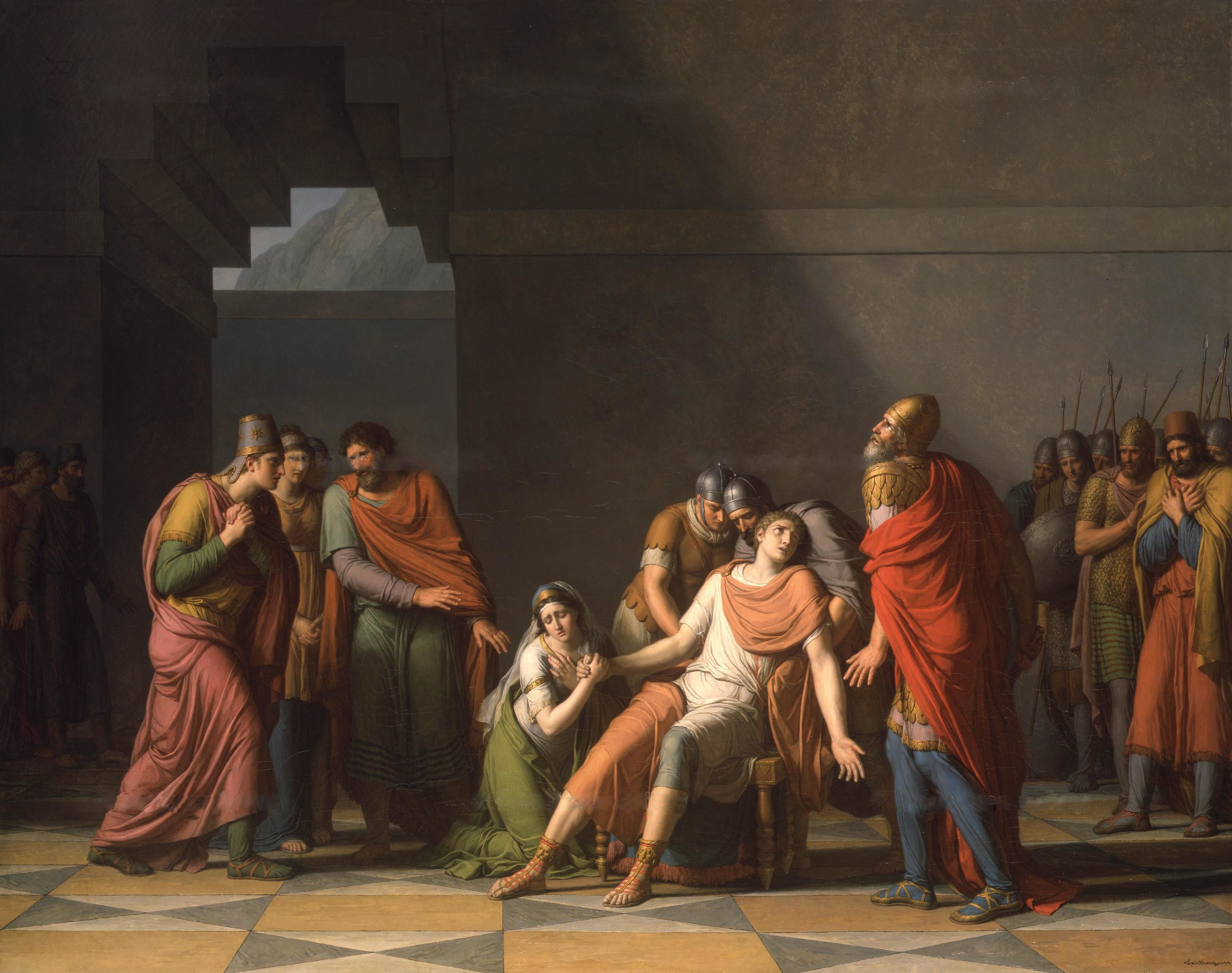
Radamisto e Zenobia in un dipinto di Jean-Joseph Taillasson del 1806

Il procuratore di Cappadocia Giulio Peligno invase e devastò l'Armenia, governata dall'usurpatore Radamisto. Agendo senza aver ricevuto istruzioni in merito, Peligno riconobbe però Radamisto come nuovo re di Armenia. Il governatore di Siria, Gaio Ummidio Quadrato, inviò allora Elvidio Prisco con una legione per riparare quegli oltraggi, ma venne poi richiamato per non scatenare una guerra con i Parti. Tacito scrisse "Radamisto poté conservare la sua conquista illecita, benché odiato e infame; perché questo era più nell'interesse di Roma che nel suo di succedere al trono con gloria".

## L'intervento dei parti
L'anno successivo, nel 52 d.C., di fronte a questo sconvolgimento dell'equilibrio regionale e temendo che l'Armenia e l'Iberia si unissero in un unico potente regno nelle mani di Radamisto, Vologase I re di Partia invase l'Armenia, conquistando Artaxata e proclamando re il fratello minore Tiridate. Questa azione violò il trattato siglato da Augusto con l'allora re dei Parti Fraate IV, che dava il diritto ai Romani di incoronare i re di Armenia. Vologase riteneva invece che il trono di Armenia spettasse ai parti e non ad un monarca straniero che lo aveva usurpato con un crimine. Un'epidemia invernale ed una insurrezione capeggiata dal figlio Vardane II lo costrinsero ad abbandonare l'Armenia con l'esercito, permettendo a Radamisto di tornare ed infierire sulla popolazione, che considerava dei traditori; nel 55 gli Armeni si rivoltarono ed incoronarono re Tiridate. Radamisto fuggì con la moglie Zenobia incinta che, stremata dalla fatica del viaggio gli domandò di ucciderla piuttosto che farla catturare; Radamisto la trafisse con un pugnale e ne gettò il corpo nel fiume Arasse. Zenobia tuttavia sopravvisse e, trovata da alcuni pastori, fu portata al cospetto di Tiridate, che la accolse con tutti gli onori regali. Radamisto tornò in Iberia, dove fu fatto giustiziare dal padre Farasmane I per un complotto contro di lui.
Le turbolenze portarono a una situazione inaccettabile per Roma e furono causa della guerra romano-partica del 58–63.